# Widzenie o Piotrze Oraczu

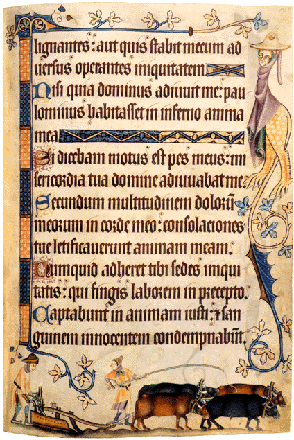
Strona z XIV-wiecznego psałterza z wizerunkiem oracza u dołu

Widzenie o Piotrze Oraczu (tyt. oryg. Visio Willelmi de Petro Ploughman, William's Vision of Piers Plowman lub w skrócie Piers Plowman) – średniowieczny poemat angielski o charakterze satyryczno-alegoryczno-moralistycznym autorstwa Williama Langlanda. Utwór pisany jest wierszem aliteracyjnym bez rymów, został podzielony na ustępy (łac. passus) i poprzedzony prologiem. Obok anonimowego Pana Gawena i Zielonego Rycerza stanowi jedno z najważniejszych dzieł tak zwanego Odrodzenia aliteracyjnego.
Widzenie uważane jest za jedno z największych dzieł średniowiecznej literatury angielskiej, porównywalne z Opowieściami kanterberyjskimi Geoffreya Chaucera. Cieszyło się ono wśród współczesnych popularnością, było po wielekroć przepisywane przez kopistów, istnieje więc wiele nieraz znacznie różniących się manuskryptów. Sam autor dwukrotnie przerabiał swoje dzieło. Tradycyjnie uznaje się, za oksfordzkim badaczem dzieła Langlanda, Williamem Walterem Smithem, że pierwsza wersja Widzenia powstała w 1362 (tzw. wersja A), druga i najobszerniejsza (tzw. wersja B) w 1377, zaś trzecią (tzw. wersję C) datuje się na 1392–1399.
Głównym tematem poematu jest poszukiwanie ideału życia chrześcijańskiego. Autor stosuje częstą w poezji średniowiecznej konwencję, przedstawiając szereg luźno powiązanych ze sobą widzeń pogrążonego we śnie narratora, któremu ukazują się rozmaite alegoryczne postacie, np. Matka-Kościół i personifikacje Siedmiu Grzechów Głównych. Tytułowy Piotr Oracz reprezentuje prostego prawego człowieka, który z pokorą wypełnia swe obowiązki wobec Boga i bliźnich, lecz nie czuje głębszego powołania duchowego. Ostatnia część utworu to portrety panów Dowel ("Do-Well" – "Czyń-Dobrze"), Dobet ("Do-Better" – "Czyń-Lepiej"), and Dobest ("Do-Best" – "Czyń-Najlepiej"), których poszukuje Piotr, czyli alegoryczne opisy trzech różnych dróg życiowych, odpowiednio: uczciwego życia w rodzinie (Czyń-Dobrze), wyrzeczenia się wszystkiego dla rozwoju duchowego (Czyń-Lepiej), oraz połączenia kontemplacji z działaniem (Czyń-Najlepiej).
Widzenie o Piotrze Oraczu przełożył w 1983 na język polski Przemysław Mroczkowski.